# Șeica Mare
Șeica Mare (en hongrois Nagyselyk, en allemand Marktschelken) est une commune du județ de Sibiu, Roumanie. Elle est composée de six villages: Boarta, Buia, Mighindoala, Petiș, Șeica Mare and Ștenea.

## Démographie
Lors du recensement de 2011, 83,75 % de la population se déclarent roumains, 5,59 % comme hongrois, 3,84 % comme roms (5,83 % ne déclarent pas d'appartenance ethnique et 0,96 % déclarent appartenir à une autre ethnie).

## Politique
| Parti | Parti                                      | Sièges |
| ----- | ------------------------------------------ | ------ |
|       | Parti national libéral (PNL)               | 8      |
|       | Alliance des libéraux et démocrates (ALDE) | 3      |
|       | Parti social-démocrate (PSD)               | 2      |

## Jumelages
La commune de Șeica Mare est jumelée avec :
- Acigné (France) depuis 1993